# Drewno pierścieniowonaczyniowe
Drewno pierścieniowonaczyniowe – drewno, w którym słój roczny jest wyraźnie widoczny. Wyróżnia się w nim dość porowate drewno wczesne, z licznymi naczyniami o znacznej średnicy i drewno późne, twarde i zbite, z nielicznymi małymi naczyniami. Naczynia w drewnie wczesnym ułożone są w kształcie pierścienia, a w późnym - zwykle w postaci plamek, punkcików i linii falistych, przebiegających najczęściej zgodnie ze słojem rocznym.
Wyraźne różnice między drewnem letnim a wiosennym widoczne są u: dębów, wiązów, jesionów, morw, robini, żarnowca, róży.